# Кальдерон де ла Барка, Педро
Пе́дро Кальдеро́н де ла Ба́рка, часто сокращённо — Кальдеро́н (исп. Pedro Calderón de la Barca; полное имя — Кальдерон де ла Барка Энао де ла Барреда-и-Рианьо (исп. Calderón de la Barca Henao de la Barreda y Riaño; 17 января 1600[…], Мадрид, Испанская монархия — 25 мая 1681[…], Мадрид, Испанская монархия) — испанский драматург и поэт, чьи произведения считаются одним из высших достижений испанской литературы золотого века. К наиболее известным пьесам Кальдерона относятся «Саламейский алькальд», «Жизнь есть сон», «Дама-невидимка».

## Биография
Биография драматурга, по сравнению с жизнью других классиков золотого века, Сервантеса и Лопе де Вега, относительно бедна внешними событиями и фактическими данными.
Кальдерон родился в Мадриде, в семье дона Диего Кальдерона, секретаря казначейства, дворянина средней руки. Мать будущего драматурга Анна Мария де Энао была дочерью оружейника родом из Фландрии. Отец готовил Кальдерона к духовной карьере: он получил образование в мадридской иезуитской коллегии, также учился в университетах Саламанки и Алькала-де-Энарес. Тем не менее, в 1620 году Кальдерон оставил учёбу ради военной службы.
По некоторым сведениям, в 1625—1635 годах Кальдерон служил в испанских войсках в Италии и Фландрии, однако есть свидетельства и о его пребывании в Мадриде в этот период. Как драматург Кальдерон дебютировал пьесой «Любовь, честь и власть» (Amor, honor y poder, 1623) и ко времени смерти своего великого предшественника и учителя, Лопе де Вега, последовавшей в 1635 году, уже считался первым драматургом Испании. Кроме того, он получил признание при дворе. Филипп IV посвятил Кальдерона в рыцари ордена Св. Иакова (Сантьяго) и заказывал ему пьесы для придворного театра, устроенного в недавно сооружённом дворце Буэн-Ретиро. Кальдерону были предоставлены услуги лучших на то время музыкантов и сценографов. В пьесах, написанных в бытность Кальдерона придворным драматургом, заметно использование сложных сценических эффектов. Например, пьеса «Зверь, молния и камень» (La fiera, el rayo y la piedra, 1652) была представлена на острове посреди озера в дворцовом парке, а зрители смотрели её, сидя в лодках.
В 1640—1642 годах, исполняя воинские обязанности, Кальдерон в составе роты кирасир, сформированной графом-герцогом Оливаресом, участвовал в подавлении «Восстания жнецов» (национально-сепаратистского движения) в Каталонии. В 1642 году по состоянию здоровья оставил военную службу и через три года удостоился пенсии. В дальнейшем стал терциарием ордена св. Франциска, а в 1651 году был рукоположён в священники; вероятно, это было вызвано событиями в его личной жизни (смерть брата, рождение незаконного сына), о которых сохранилось мало достоверных сведений, а также начавшимися гонениями на театр.
После рукоположения Кальдерон отказался от сочинения светских пьес и обратился к autos sacramentales — аллегорическим пьесам на сюжеты, заимствованные главным образом из Библии и Священного Предания, драматически иллюстрирующим таинство Евхаристии. В 1663 году назначен личным духовником Филиппа IV (королевским капелланом); эту почётную должность за Кальдероном сохранил и преемник короля, Карл II. Несмотря на популярность пьес и благоволение королевского двора, последние годы Кальдерона прошли в заметной бедности.
Кальдерон умер 15 (25) мая 1681 года.

## Творчество
Драматургия Кальдерона — барочное завершение театральной модели, созданной в конце XVI — начале XVII века Лопе де Вега. Согласно списку произведений, составленному самим автором незадолго до смерти, перу Кальдерона принадлежит около 120 комедий (в том числе «плаща и шпаги») и драм, 80 autos sacramentales, 20 интермедий и немалое число прочих произведений, в том числе стихотворений и поэм. Хотя Кальдерон менее плодовит, чем его предшественник, он доводит до совершенства созданную Лопе де Вега драматическую «формулу», очищая её от лирических и малофункциональных элементов и превращая пьесу в пышное барочное действо. Для него, в отличие от Лопе де Вега, характерно особое внимание к сценографической и музыкальной стороне спектакля.
Существует множество классификаций пьес Кальдерона. Чаще всего исследователи выделяют следующие группы:

Титульный лист сборника комедий Кальдерона (Мадрид, 1640 год)

- Драмы чести. В этих произведениях главенствует традиционная для испанского барокко проблематика: любовь, религия и честь. Конфликт связан либо с отступлением от этих принципов, либо с трагической необходимостью их соблюсти, даже ценой человеческой жизни. Хотя действие часто происходит в прошлом Испании, обстановка и проблематика приближены к современным Кальдерону. Примеры: «Стойкий принц», «Саламейский алькальд», «Врач своей чести», «Живописец своего бесчестья».
- Философские драмы. Пьесы этого типа затрагивают фундаментальные вопросы бытия, прежде всего — человеческой судьбы, свободы воли, причин человеческого страдания. Действие происходит чаще всего в «экзотических» для Испании странах (например, Ирландии, Польше, России); исторический и местный колорит подчёркнуто условен и призван акцентировать их вневременную проблематику. Примеры: «Жизнь есть сон», «Волшебный маг», «Чистилище святого Патрика».
- Комедии интриги. Самая «традиционная» группа пьес Кальдерона включает в себя комедии, выстроенные по канонам театра Лопе де Вега, с запутанной и увлекательной любовной интригой. Инициаторами и самыми активными участниками интриги чаще всего становятся женщины. Комедиям присущ так называемый «кальдеронов ход» — случайно попавшие к героям предметы, письма, пришедшие по ошибке, потайные ходы и скрытые двери. Примеры: «Дама-невидимка», «В тихом омуте…», «По секрету вслух».

Независимо от жанра, стилю Кальдерона присущи повышенная метафоричность, ярко образный поэтический язык, логически выстроенные диалоги и монологи, где раскрывается характер героев. Произведения Кальдерона богаты реминисценциями из античной мифологии и литературы, Священного Писания, других писателей золотого века (например, намёки на персонажей и ситуации «Дон Кихота» есть в тексте «Дамы привидения» и «Саламейского алькальда»). Персонажи его пьес одновременно обладают одной главенствующей чертой (Киприан, («Волшебный маг») — жажда познания, Сехисмундо («Жизнь есть сон») — неумение различать добро и зло, Педро Креспо («Саламейский алькальд») — стремление к справедливости) и сложным внутренним устройством.
Последний значительный драматург золотого века, Кальдерон, после периода забвения в XVIII столетии, был заново открыт в Германии. Гёте ставил его пьесы в Веймарском театре; заметно влияние «Волшебного мага» на замысел «Фауста». Благодаря трудам братьев Шлегель, которых особенно привлекала философско-религиозная составляющая его произведений («Кальдерон есть католический Шекспир»), испанский драматург обрёл широкую популярность и прочно занял место в качестве классика европейской литературы. Влияние Кальдерона на немецкоязычную литературу в XX веке сказалось в творчестве Гуго фон Гофмансталя.
Среди европейских романтиков, испытавших влияние Кальдерона или переводивших его произведения, также можно отметить Перси Биши Шелли, Юлиуша Словацкого, Вильгельма Кюхельбекера.

## Основные произведения

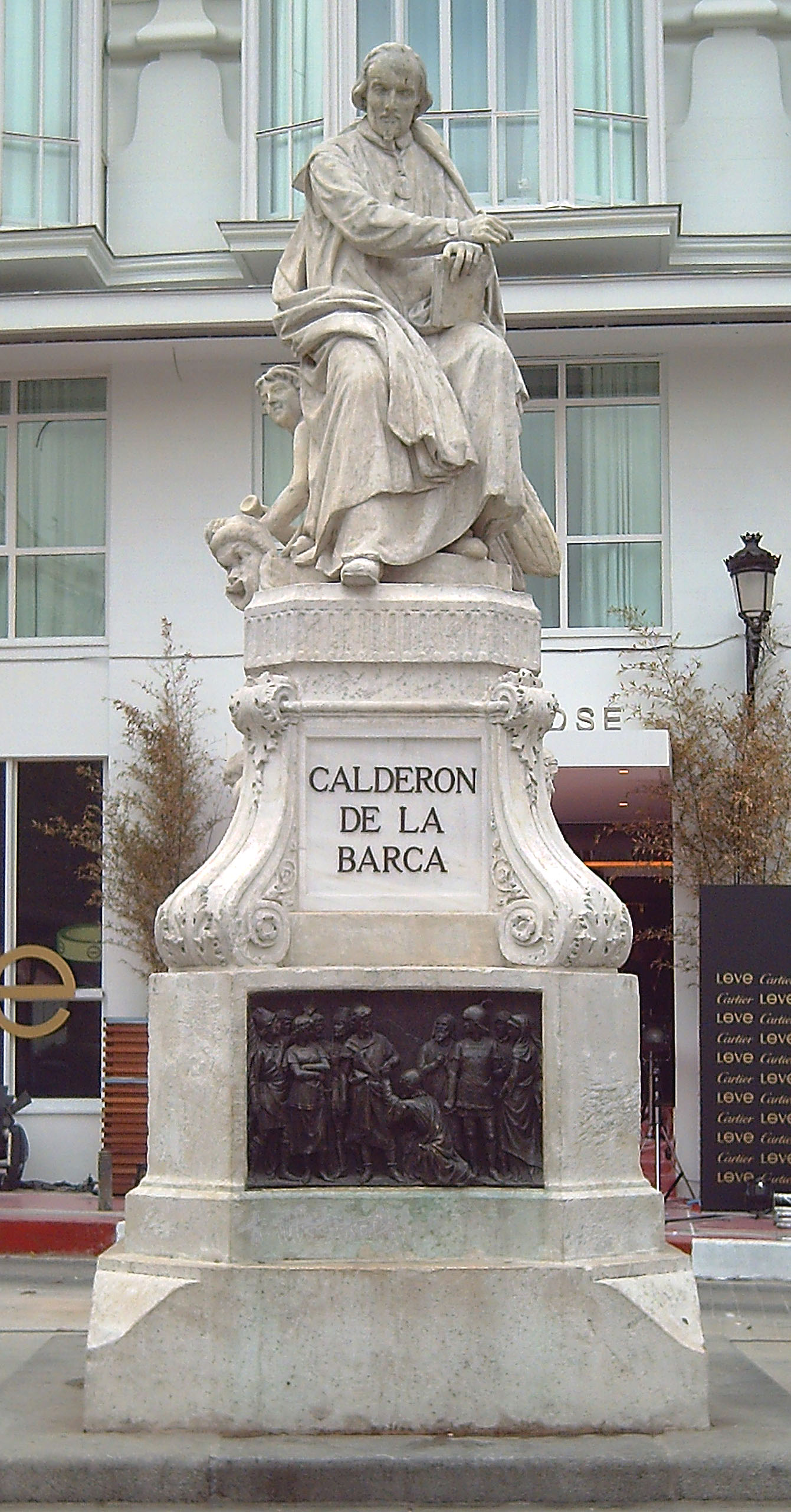
Памятник Кальдерону в Мадриде на (скульптор Ж. Фигерас Вила, 1880)

- «Луис Перес Галисиец» (примерно 1628—1630)
- «Стойкий принц» (El príncipe constante, драма чести, 1629)
- «Дом с двумя выходами трудно охранять» (1629)
- «Дама-невидимка» («Дама привидение») (La dama duende, комедия, 1629)
- «Любовь после смерти» (1633)
- «Поклонение кресту» (La devoción de la Cruz, философская драма, 1634)
- «Жизнь есть сон» (La vida es sueño, философская драма, 1635)
- «Врач своей чести» (El médico de su honra, драма чести, 1635)
- «Волшебный маг» (El mágico prodigioso, философская драма, 1635)
- «Чистилище святого Патрика» (El purgatorio de San Patricio, философская драма, 1643)
- «Саламейский алькальд» («Алькад в Саламее») (El alcalde de Zalamea, драма чести, ок. 1645)
- «Великий театр мира» (El gran teatro del mundo, ауто, 1649)
- «Опасайся тихого омута» (Guárdate del agua mansa, комедия, 1649)

## Кальдерон в России

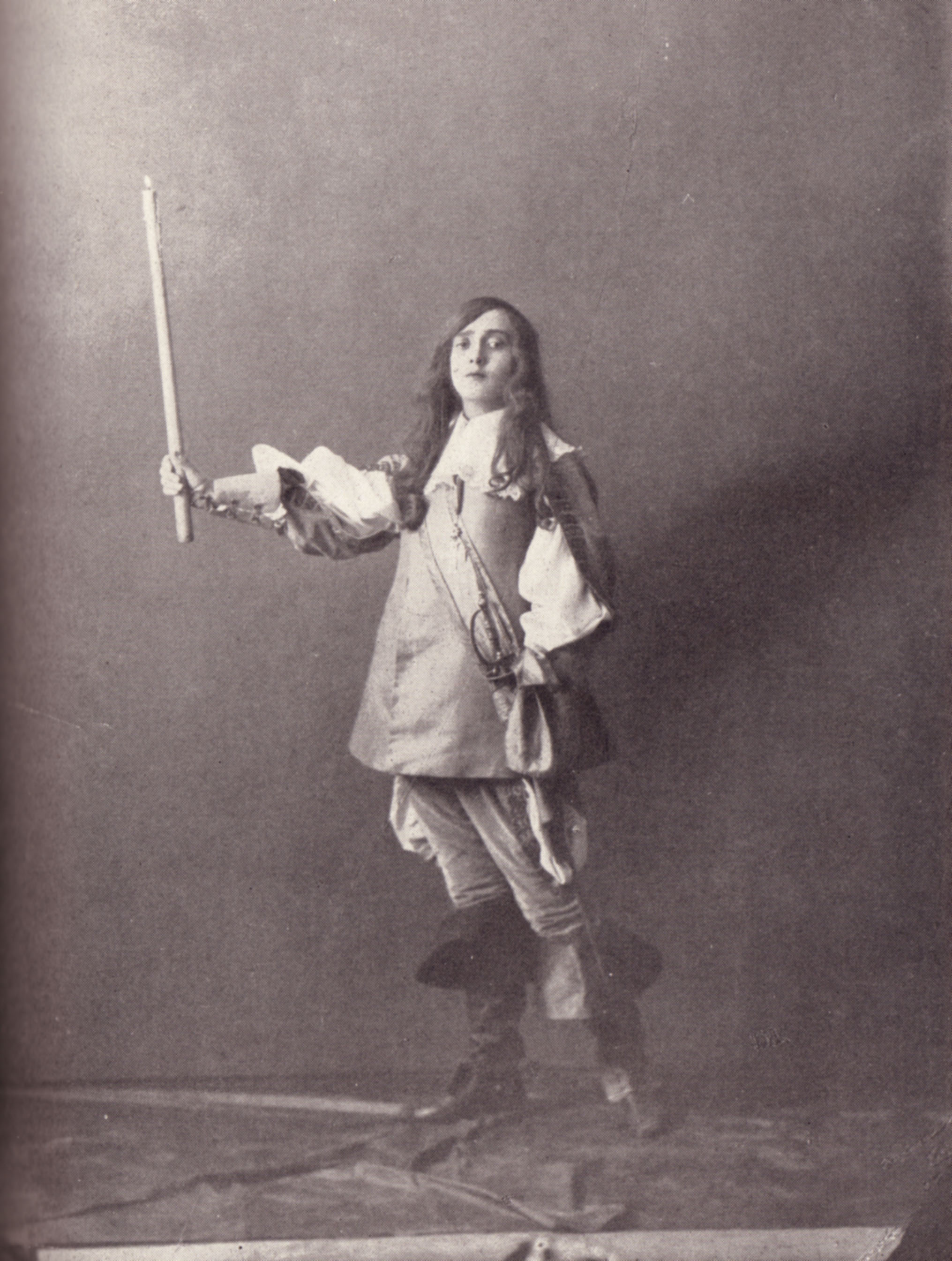
Н. Г. Коваленская в роли принца Фернандо («Стойкий принц» Кальдерона, постановка Вс. Мейерхольда, Петроград, Александринский театр, 1915 год)

Первый опыт перевода произведений Кальдерона на русский язык принадлежит увлекавшейся театром Екатерине II, сделавшей «вольное переложение» первых семи сцен комедии «Спрятанный кабальеро» (El escondido y la tapada). В XIX веке, через посредство немецких романтиков, Кальдерон постепенно обретает известность в России. Суждения о его творчестве встречаются у Пушкина, Белинского, Надеждина, Булгарина, Тургенева. Появляются переводы пьес Кальдерона, в том числе и выполненные с языка оригинала (например, «Жизнь есть сон» и «Саламейский алькальд», переведённые К. И. Тимковским). Во второй половине столетия начинается постановка произведений Кальдерона на русской сцене.
Подлинным открытием Кальдерона для русской культуры стали переводы К. Д. Бальмонта, до сих пор не утратившие значения (вышли тремя выпусками в 1900, 1902 и 1912 годах; переизданы, с приложением найденных в архиве неопубликованных переводов, в 1989 году в серии «Литературные памятники»). Некоторые из пьес, переведённых Бальмонтом («Поклонение кресту», «Стойкий принц», «Жизнь есть сон»), поставили на сцене В. Э. Мейерхольд и А. Я. Таиров.
В СССР творчество Кальдерона примерно до 1980-х годов подвергалось нападкам за «реакционность», «мистицизм», «служение церкви и абсолютизму». Издавались и ставились главным образом комедии испанского драматурга. Так, в 1946 году появился перевод комедии «Дама-привидение», выполненный Т. Л. Щепкиной-Куперник. Эта пьеса ставилась на советской сцене десятки раз, особенно в провинциальных театрах.
Двухтомник Кальдерона, вышедший в 1961 году, стал своего рода рубежом в восприятии его творчества в СССР. В предисловии Н. Томашевского была предпринята попытка «реабилитировать» Кальдерона, объявив его «последним великим поэтом испанского Возрождения». Четыре пьесы были впервые напечатаны на русском языке; кроме того, в составе сборника был опубликован принадлежащий Б. Л. Пастернаку перевод «Стойкого принца», созданный в последние годы жизни поэта.
В 1970-е — 1980-е годы появились исследования Н. И. Балашова, С. И. Ерёминой (Пискуновой), М. Ю. Оганисьян, преодолевавшие долгое время господствовавший в советском литературоведении взгляд на Кальдерона как на сугубо «реакционного» писателя.
В постсоветское время были переведены ауто «Великий театр мира» (С. Ф. Гончаренко, 1998—1999), комедия «Молчание — золото» (Н. Ю. Ванханен, 2001) и философская драма «Жизнь есть сон» (Н. Ю. Ванханен, 2019).

## Основные издания на русском языке
- Сочинения Кальдерона. Перевод с испанского К. Д. Бальмонта. Вып. 1-3. М., 1900, 1902, 1912.
- Пьесы. В 2-х тт. М., 1961.
- Драмы. В 2-х книгах. М., 1989.

## Литература

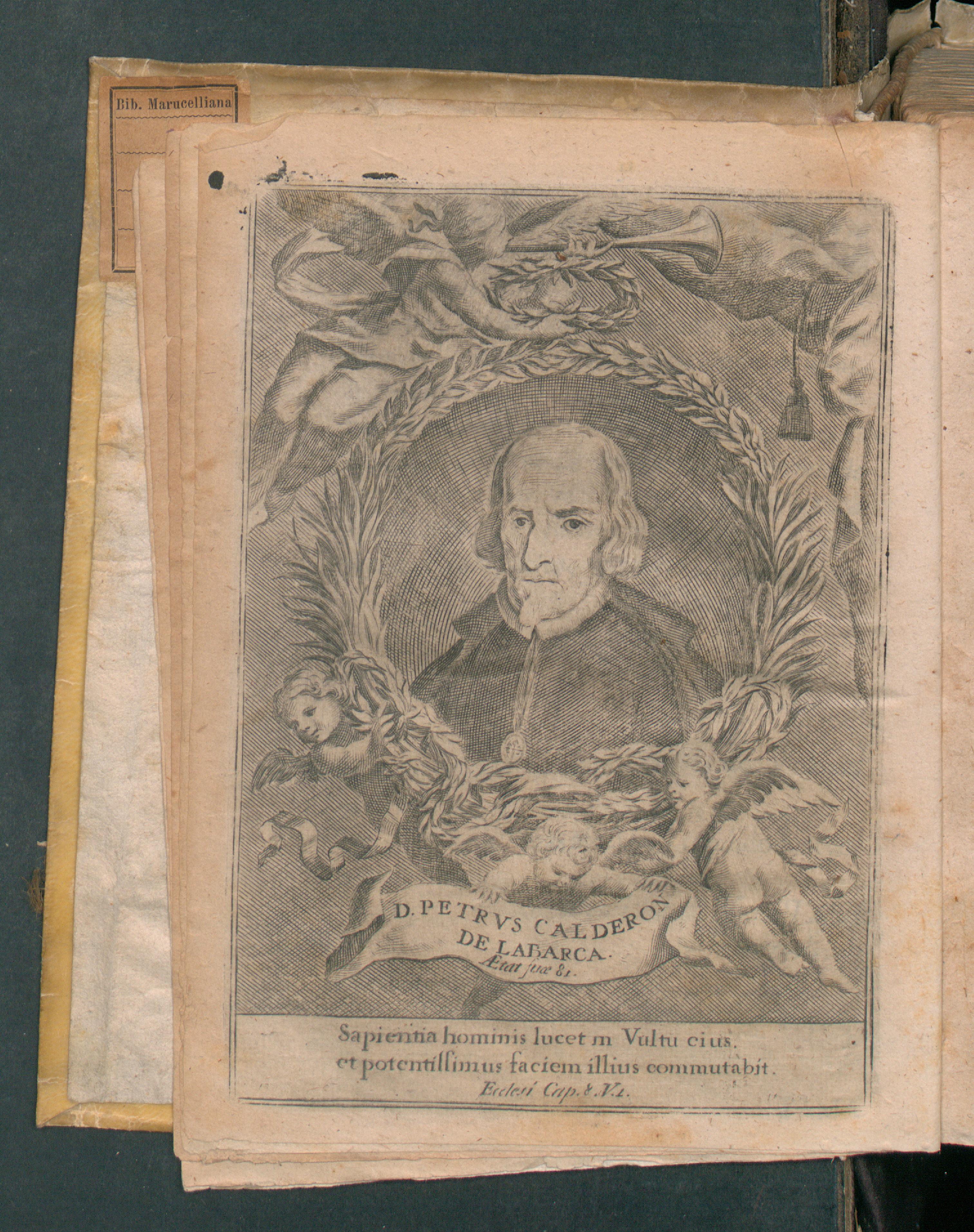
Comedias verdaderas, 1726